# Liebesheirat (Film)
Liebesheirat ist eine reichsdeutsche Liebeskomödie aus den Jahren 1944/45 von und mit Theo Lingen. Die Hauptrollen spielen Hans Holt und Winnie Markus.

## Handlung
Isabell und Georg Prax haben soeben geheiratet und treten ihre Flitterwochen in einem Häuschen in den Bergen an. Dort, in dem Haus „Seerose“ in Strobelsdorf, versprechen sich die beiden Eheleute, dass es zwischen ihnen niemals Heimlichkeiten und Unehrlichkeiten geben solle. Bereits am darauf folgenden Morgen taucht Georgs alter Freund Leo auf. Der Maler hat seine Braut Pucki Hildebrand im Schlepptau, und beide werden von Isabell eingeladen, bei ihnen unterzukommen, dieweil Leo und Pucki kein freies Zimmer mehr in den verfügbaren Hotels der Gegend bekommen haben. En passant wird Isabell mitgeteilt, dass ihr frisch angetrauter Gatte und Pucki einst ein Techtelmechtel miteinander hatten, lange bevor Georg mit Isabell zusammenkam. Daher wird das gegebene Versprechen, niemals gegenüber dem Anderen unehrlich zu sein, von Georg zwar eingehalten, jedoch auch auf eine erste Geduldsprobe gestellt. In Isabell kocht die Eifersucht hoch, als Georg und Pucki von einem gemeinsamen Ausflug recht spät zurückkehren. Sofort glaubt Isabell, die Gefühle zwischen ihrem Mann und der vermeintlichen Rivalin seien erneut aufgeflammt, zumal sie der simplen Erklärung für die Verspätung keinen Glauben schenkt. Beide Paare kehren nach dem Kurzurlaub in ihre Wohnungen heim, und zwischen Georg und Isabell herrscht erst einmal Eiszeit. Mit Leos und Puckis Hilfe kommt es jedoch bald wieder zur Versöhnung, und die erste Ehekrise scheint überwunden.
Doch der eheliche Frieden währt nicht lang. Nun ist es an Georg, sich mit seiner eigenen Eifersucht auseinanderzusetzen. Isabell hat in der Zwischenzeit ihren alten Beruf als Sekretärin wieder aufgenommen und ist zur rechten Hand von Direktor Zander von den Azet-Werken aufgestiegen. Da die beiden Praxens sich dazu entschlossen haben, das Haus „Seerose“, wo es ihnen so gut gefallen hatte, kurzerhand zu kaufen, bittet Isabell Zander um einen Vorschuss. Dafür muss sie sich noch intensiver in die Arbeit stürzen und Herrn Zander sogar auf eine Geschäftsreise begleiten. All dies missfällt Georg derart, dass er dahinter eine Affäre Isabells mit ihrem Chef vermutet. Georg sieht, wer die Anzahlung für den Hauskauf unterzeichnet hat, und ist sich nun vollkommen sicher, dass ihn seine Gattin betrügt. Zander will Georg alles erklären und trifft deshalb in der Prax-Wohnung ein. Als der abwesende Georg daheim anruft und der Chef der Azet-Werke abhebt, ist es nun endgültig um Georgs Contenance geschehen. Er stürmt zu seiner und Isabells Wohnung, um die beiden „in flagranti“ zu erwischen und zur Rede zu stellen, während sich Isabell nach Strobelsdorf zum Haus „Seerose“ aufgemacht hat, um dort ihren furiosen Gatten abzufangen. In seiner Wohnung trifft Georg lediglich Zander – ganz ohne seine Ehefrau – an. Der Direktor erklärt dem Junggatten den gesamten Sachverhalt, woraufhin dieser nach Strobelsdorf enteilt. Hier schließen sich Isabell und Georg Prax wieder in die Arme.

## Produktionsnotizen
Die Dreharbeiten begannen am 4. Oktober 1944 und wurden im Januar 1945 abgeschlossen. Lingen drehte diesen Film nahezu parallel zu dem Film Philine in den Hostiwar-Ateliers in Prag. Bei Kriegsende 1945 war der Film in der Musiksynchronisation. Die Uraufführung fand am 6. Mai 1949 in Bamberg statt. Berliner Premiere war am 23. September desselben Jahres im Westteil der Stadt.
Herstellungsgruppenleiter Fred Lyssa wirkte hier auch als Herstellungs- und Produktionsleiter. Heinrich Weidemann und Fritz Lück gestalteten die Filmbauten, Maria Pommer-Uhlig die Kostüme. Harry Dettmann übernahm die Aufnahmeleitung.

## Kritik
Der Filmdienst befand: „Die kleine Ehekomödie ist nicht besonders originell, aber durch treffende Situationskomik und lockeres Spiel recht amüsant.“